# 片岡永
片岡 永 （かたおか えい、 1960年 - ） は、日本の小説家。就農家。新聞記者。農園オーナー。兵庫県出身。

## 来歴
自衛官を経て、業界新聞社に就職。仕事の傍ら雑誌『季刊午前』に作品を投稿。
30代半の時、高木善之の講演を聞いたことをきっかけに農業を志す。
実家は、兵庫県で300年続く老舗の呉服商で、親族にも農業関係の人物がいなかったため、独学で農業を学び綿密な計画を立て、42歳の時に17年勤めた業界新聞社を退社し就農した。
2003年（平成15年）4月、福岡県宗像郡福間町上西郷（現・福岡県福津市上西郷地区）に移住して『永香自然農園』を開き、農薬や化学肥料を使わない自然農法での作物の栽培を実践、指導している。

## 受賞歴
- 1996年（平成8年）、「抒情文芸20周年記念文学賞」小説部門（伊藤桂一選）で最優秀賞を受賞[3]
- 1998年（平成10年）、「長塚節文学賞」小説部門（海老沢泰久選）で優秀賞を受賞[3]
- 1999年（平成11年）、「福岡市民文芸」小説部門で文化芸術振興財団賞を受賞[3]
- 2000年（平成12年）、「織田作之助賞」で最終候補[1]
- 2005年（平成17年）、「毎日農業記録賞」で優秀賞を受賞[3]
- 2006年（平成18年）、「地上文学賞」で佳作[3]
- 2014年（平成26年）、「九州芸術祭文学賞」で福岡地区最優秀賞を受賞[3]

## 著作リスト
- 『風の生まれる音』1998年
- 『杉鳴谷[1]』2000年
- 『残された村』2001年
- 『薊馬』2006年
- 『不安の虫』2014年

## コラム
- 『あと三十年をどう生きるかということ』
- 『「価格」より「安全性」を[4]』2002年